# ЯнГо
ЯнГо́ (англ. YanGo; настоящее имя — Ян Вита́льевич Гордие́нко (укр. Ян Віталійович Гордієнко); род. 25 октября 1998, Краматорск, Донецкая область) — украинский видеоблогер, актёр и телеведущий. Является одним из самых популярных блогеров Украины.

## Биография
Ян Гордиенко родился 25 октября 1998 года в Краматорске Донецкой области. Посещал кружки по плаванию, каратэ, хоккею и другим видам спорта. И хотя интерес к его новым увлечениям быстро пропадал, тогда у него появился действительно сильный интерес к съёмке видеороликов; в то время он уже самостоятельно делал мини-мультфильмы со своими игрушками из серий фотографий. После начала Вооружённого конфликта на востоке Украины в 2014 году семья Гордиенко была вынуждена переселиться в Киев.

## Творчество
Создал свой основной канал на YouTube в октябре 2014 года.
Изначальной тематикой его видеороликов был формат «Vine», однако позже на своём канале Гордиенко стал выпускать ролики формата «летсплей» и другие развлекательные видео схожей тематики.
По данным на июль 2016 года, занял третье место самых популярных русскоязычных блогеров в Twitter, уступив Максу Тарасенко (TheBrianMaps) и Кате Клэп. По данным на июль 2017 года, Ян попал в топ-5 самых популярных YouTube-блогеров в России. По данным на декабрь 2020 года, имел более 4,49 млн подписчиков на своём канале.
В конце 2016 года Гордиенко и другие[какие?] видеоблогеры снялись в картине Тимура Бекмамбетова «Ёлки 5». Позже также совместно со своими коллегами-видеоблогерами снялся в фильме «Взломать блогеров».
Гордиенко приглашают участвовать в различные шоу связанные со сферой YouTube-блоггинга. В июле 2016 года принял участие в ток-шоу «Говорит Украина» телеканала «Украина». Тем же летом был одним из членов жюри в кастинге проекта Hype Camp, посвящённом видеоблоггингу. Ян всё ещё принимает участие в проекте, однако теперь в роли наставника. В 2019 году присоединился к проекту от Сбербанка «Кино — #этомоё», где молодой человек занимается созданием короткометражных фильмов, пишет к ним сценарии и отбирает актёров.
В 2020 году вместе с Юлией Коваль стал ведущим 24 сезона трэвел-шоу «Орёл и решка». Принял участие в новогоднем выпуске «Comedy Club». В 2020 году Ян Гордиенко стал послом таких брендов как Calvin Klein и Nike.
В октябре 2020 года попал в список 30 самых популярных инфлюенсеров Украины по версии журнала Forbes, заняв 9 место, а в августе 2021 года там же вышел отдельный выпуск, рассказывающий о творческом пути Яна.
Резко осудил вторжение России в Украину в 2022 году.

## Фильмография
| Год  |   | Название          | Роль               |
| ---- | - | ----------------- | ------------------ |
| 2016 | ф | Ёлки 5            | в роли самого себя |
| 2016 | ф | Взломать блогеров | в роли самого себя |

## Видеография
| Год  | Название видео                 | Количество просмотров |
| ---- | ------------------------------ | --------------------- |
| 2015 | «Лакшери»                      | 1,9 млн               |
| 2017 | «3 000 000»                    | 10,3 млн              |
| 2017 | «Тает Жир»                     | 18,7 млн              |
| 2018 | «Соболев Diss Challange»       | 4 млн                 |
| 2018 | «Пот!»                         | 2,2 млн               |
| 2018 | Kiki Ду Ю Лов Ми? (На русском) | 3,8 млн               |

## Семья
О семье Яна Гордиенко практически нет информации, известно, что у него есть младший брат Тихон, с которым Ян иногда снимал видеоролики для YouTube-канала. С 2020 г. Ян и модель Валерия Руденко проживают в гражданском браке в Киеве.